# Lago Temenggor
Lago Temenggor (en malayo: Tasik Temenggor) es el segundo lago más grande en la península de Malasia después del Lago Kenyir en Terengganu, Malasia. Este lago artificial se encuentra en el distrito Hulu Perak, en el estado de Perak. Fue creado debido a la construcción de la presa de Temenggor, con la intención de generar electricidad. Está situado a unos 45 km de la capital del distrito de Hulu Perak, Gerik. Contiene una isla artificial, Banding y un puente que cruza el lago.